# Робер де Котт
Робер де Котт (фр. Robert de Cotte 1656, Париж — 15 липня, 1735, Пассі неподалік Парижа) — французький архітектор і дизайнер інтер'єрів зламу XVII–XVIII ст.

## Життєпис
Народився в Парижі. Працював у період 1682–1685 рр. як виконроб на декількох будівництвах, призначених для короля Франції. Здійснив освітню подорож до Італії, але перебував там лише шість місяців. Отримав посаду директора Королівської мануфактури гобеленів, мав відповідати за створення як коштовних гобеленів, так і меблів для королівських палаців. У справі виробництва Робер де Котт керувався вже надрукованими восьми томами орнаментів і малюнків, запропонованих митцями і дизайнрами Франції. Все це наблизило Робера де Котта до розробки власних дизайнерських проєктів інтер'єрів. Вважається винахідником трюмо.

## Кар'єра чиновника
1699 року він як чиновник-високопосадовець став членом Королівської академії архітектури. Його обов'язком було вести перемовини з будівельниками і постачальниками будівельних матеріалів (сировини, мармуру тощо). Робер де Котт став другою за впливом фігурою у команді архітектора Жуля Ардуена-Мансара.
1708 року Робера де Котта за наказом короля призначають надвірним архітектором та директором Королівської академії архітектури. В пізні роки правління короля Людовика XIV виконав декілька важливих королівських та приватних замовлень, серед котрих добудова палацової каплиці у Версалі та палацу графа Тулузького, визнаного законним сином короля. Праця на відповідальних будівельних майданчиках зблизила Першого королівського архітектора з відомими скульпторами і дизайнерами, серед котрих був і П'єр Лепотр (1659—1744), якого вважають засновником орнаментики французького рококо в архітектурі.

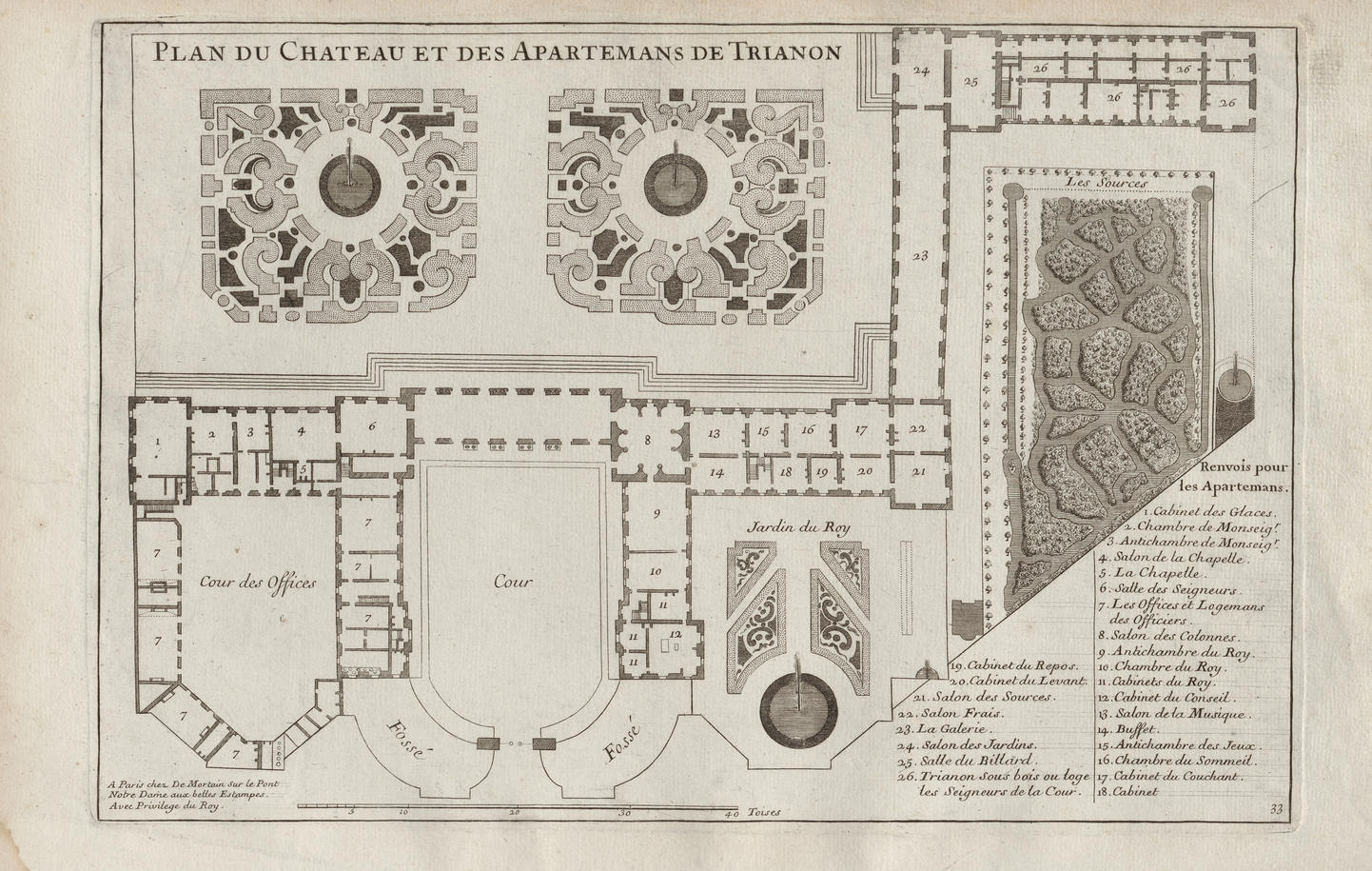
П'єр Лепотр. Дизайн для Великого Тріанона, Версаль.
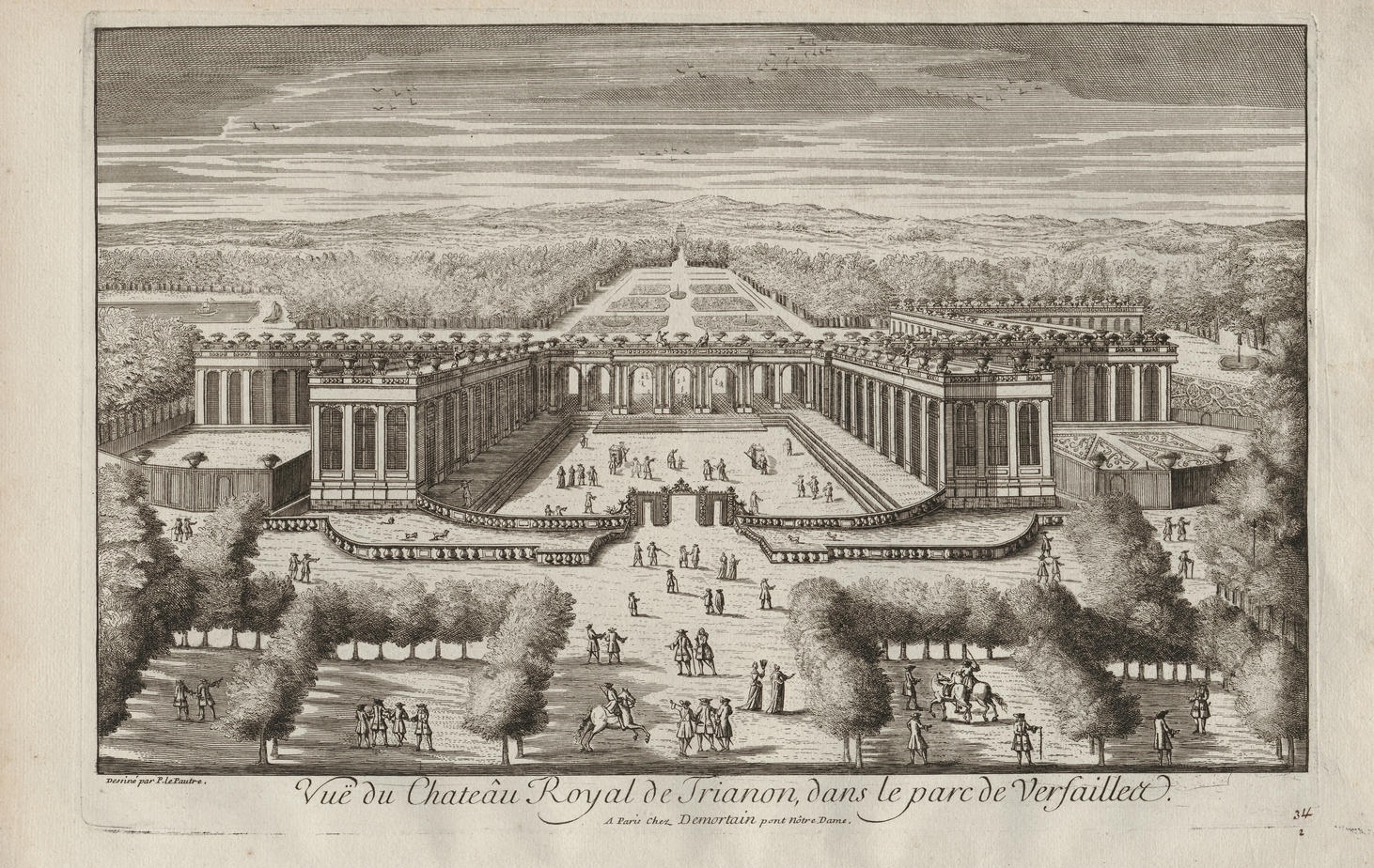
Ділянка парку з Великим Тріаноном, гравюра до 1715 р.
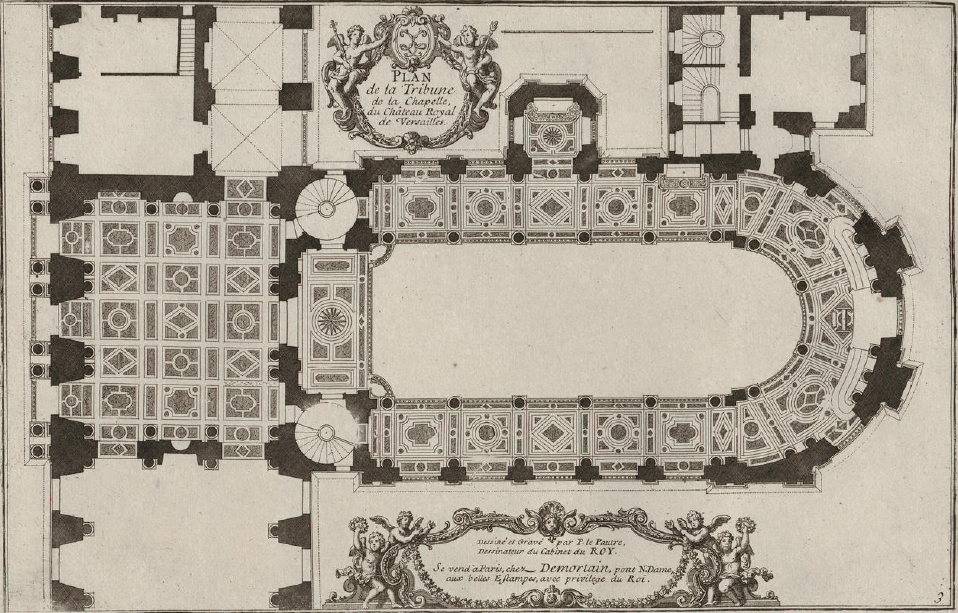
П'єр Лепотр. План палацової каплиці у Версалі.

## Власна родина
Робер де Котт узяв шлюб близько 1683 року із сестрою свого вчителя, архітектора Жуля Ардуена-Мансара. Подружжя мало двох синів.

## Смерть
Архітектор помер у Парижі. Поховання відбулося в столичній церкві Сен-Жермен-л'Осерруа.

## Вибрані твори
- Великий Тріанон, галерея, Версаль, 1687
- Королівська каплиця, добудови, Версаль, 1708–1710
- Палац де Люд (Hôtel de Lude), Париж, 1710
- Палац д'Естре (Hôtel d'Estrées), Париж, 1710
- Замок Поппельсдорф, план, для міста Бонн, Німеччина, 1715
- Палац Бурбонів, Париж, 1717
- Замок-палац Компьєн, проєкт і план, 1729

## Галерея вибраних фото

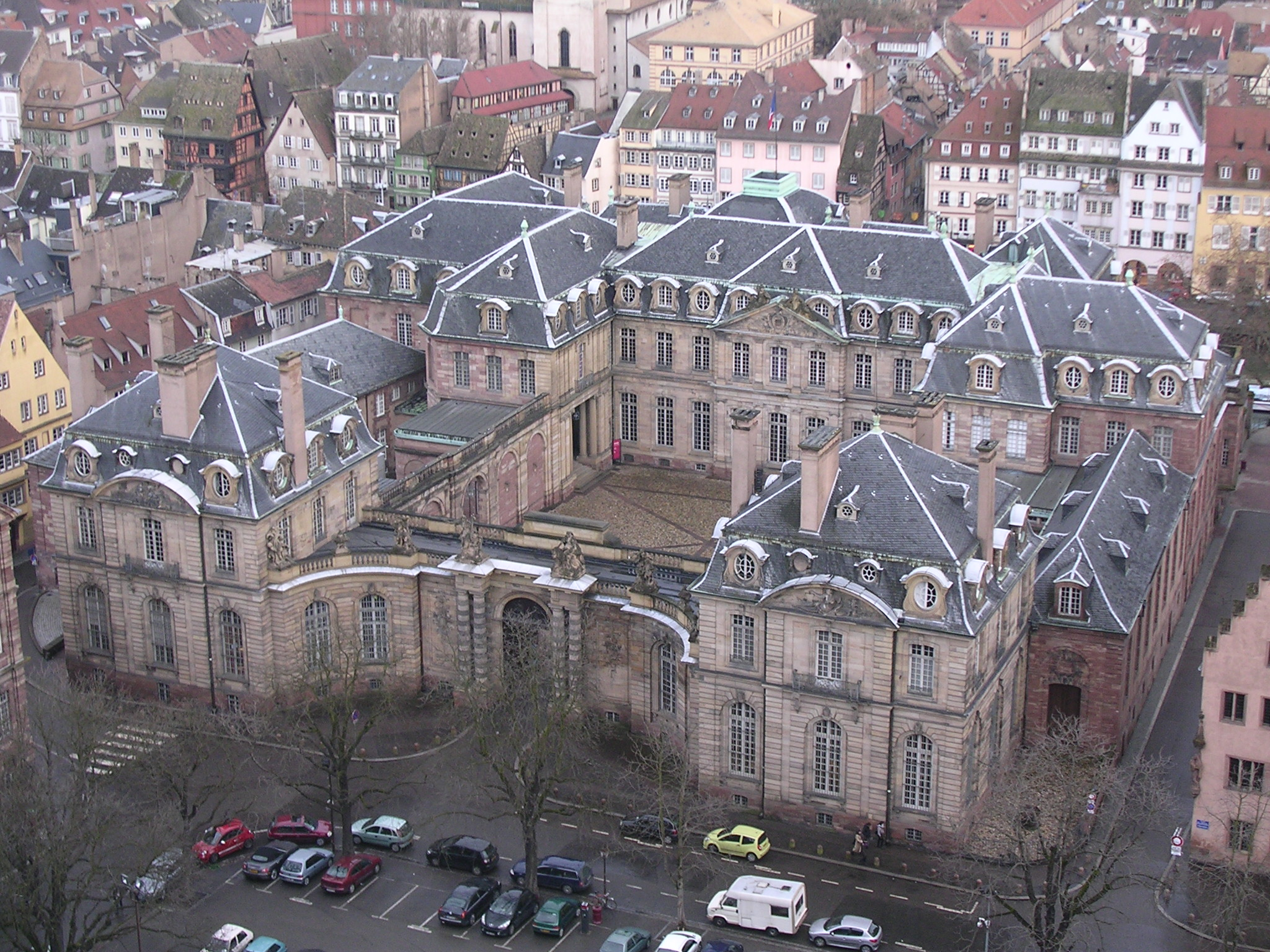
Палац Роган, Страсбур, вигляд з неба
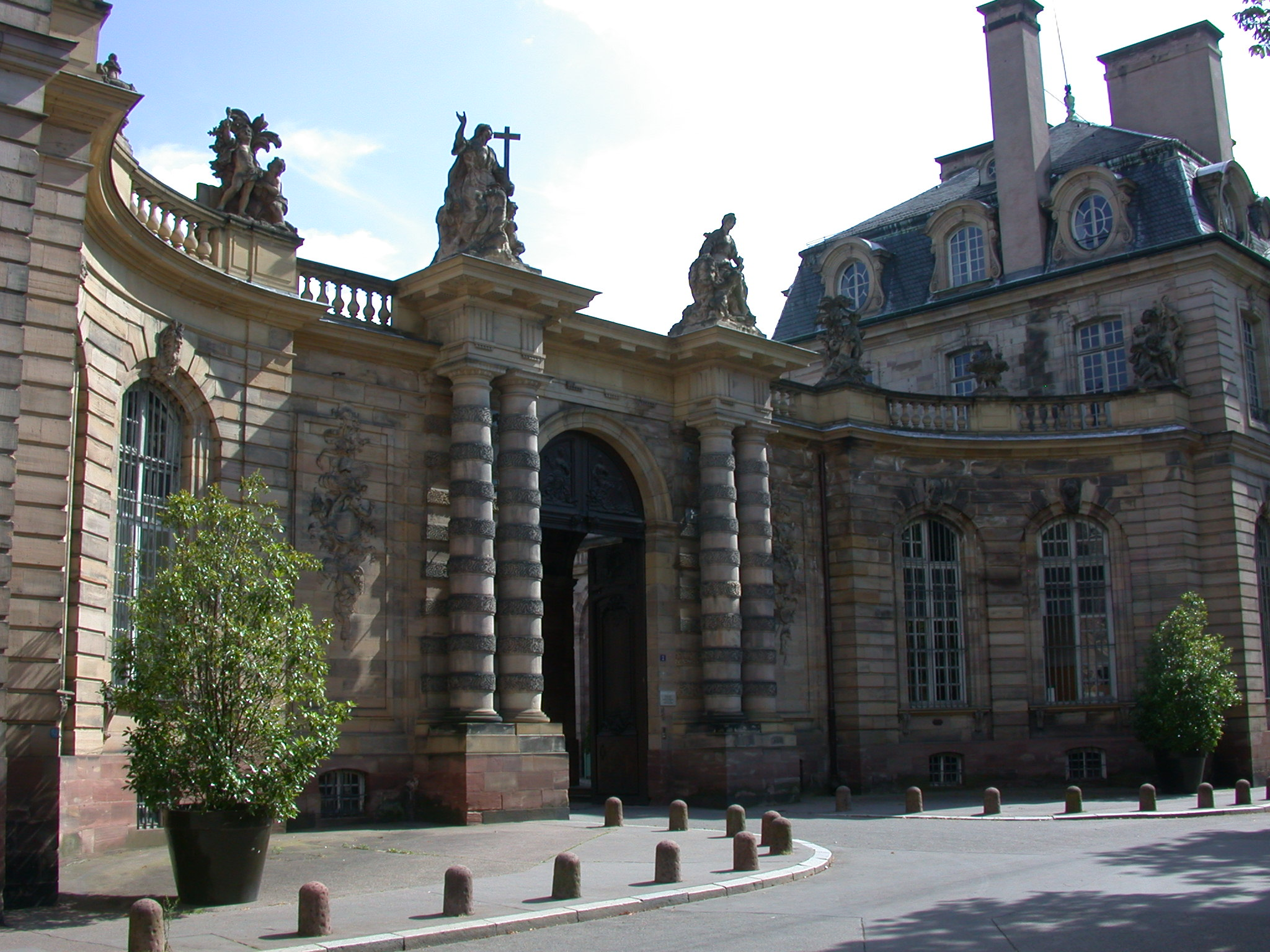
Палац Роган, парадний вхід, Страсбур
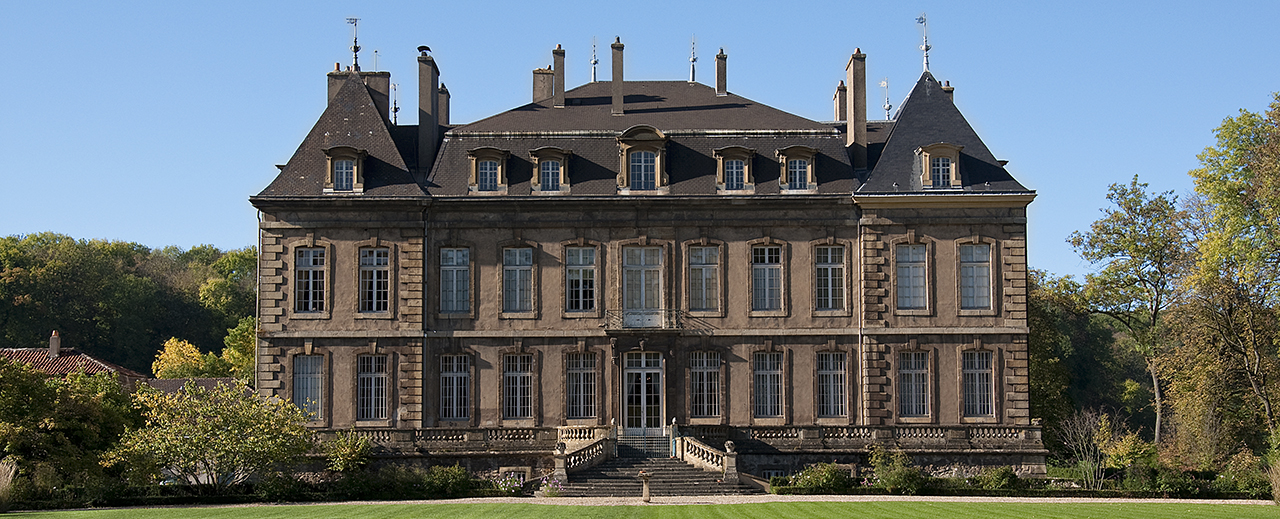
Замок-палац Ла Гранж.  Парковий фасад
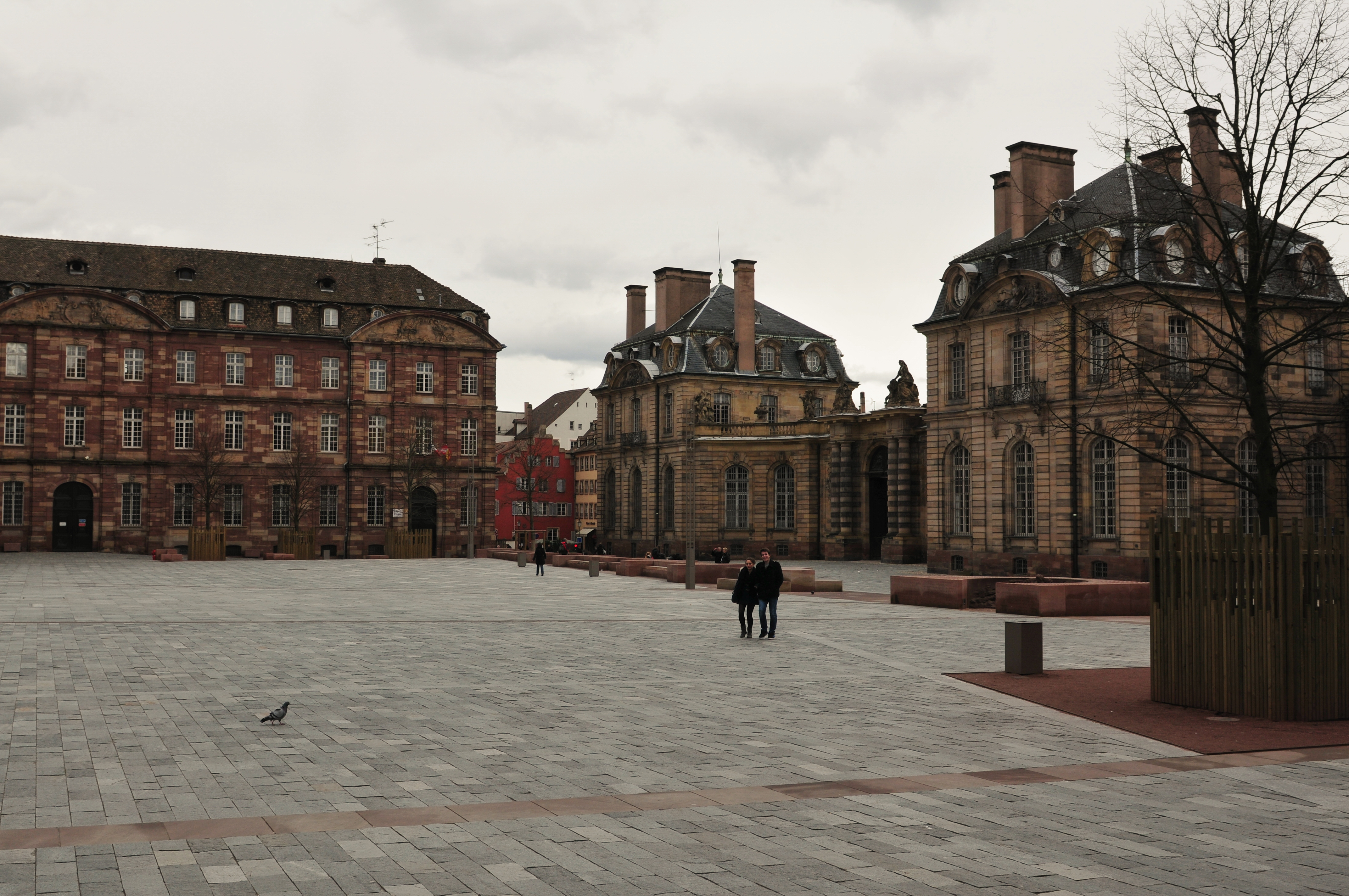
Площа перед палацом Роган, Страсбур
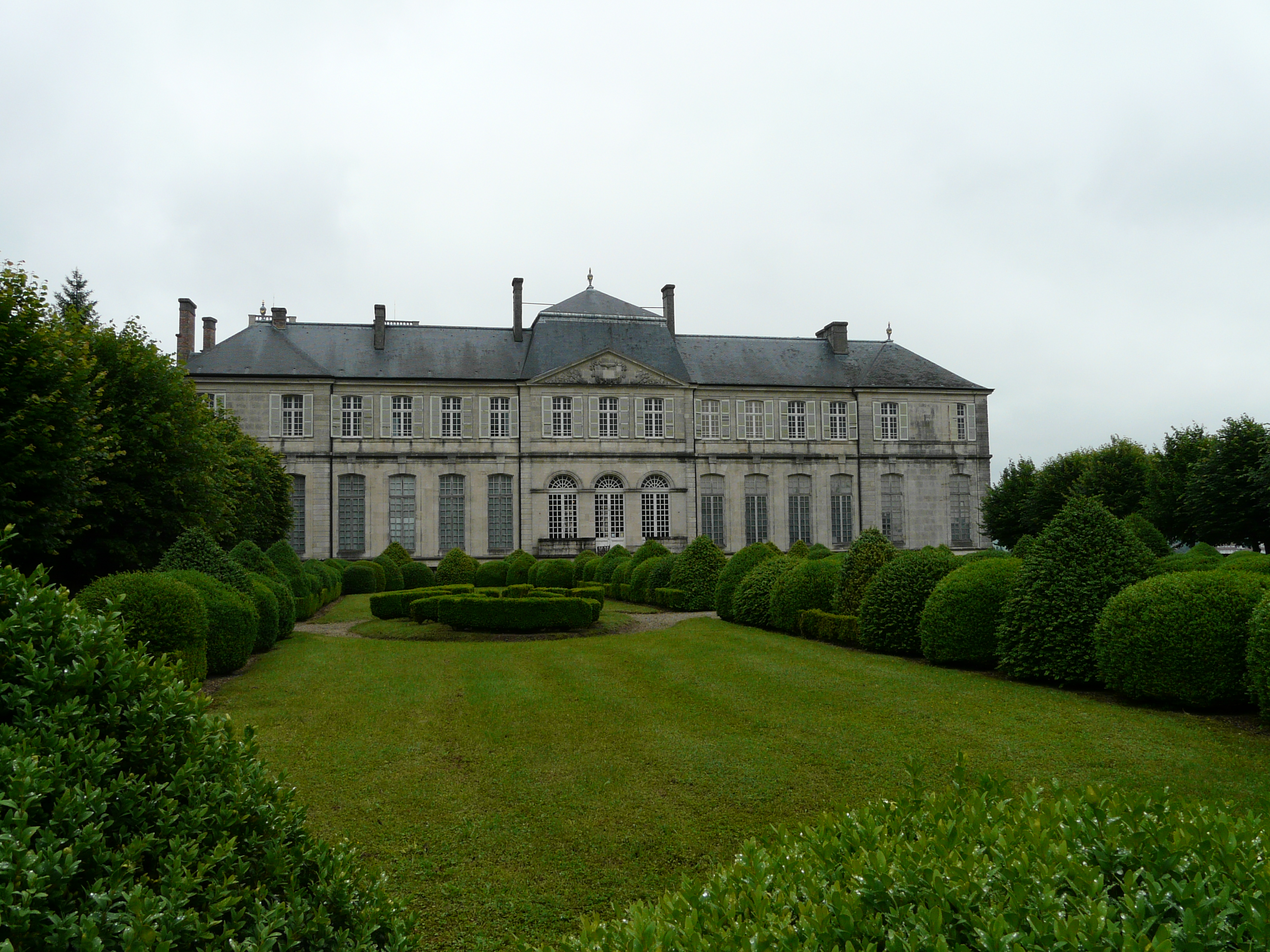
Палац єпископів, Верден. Парковий фасад
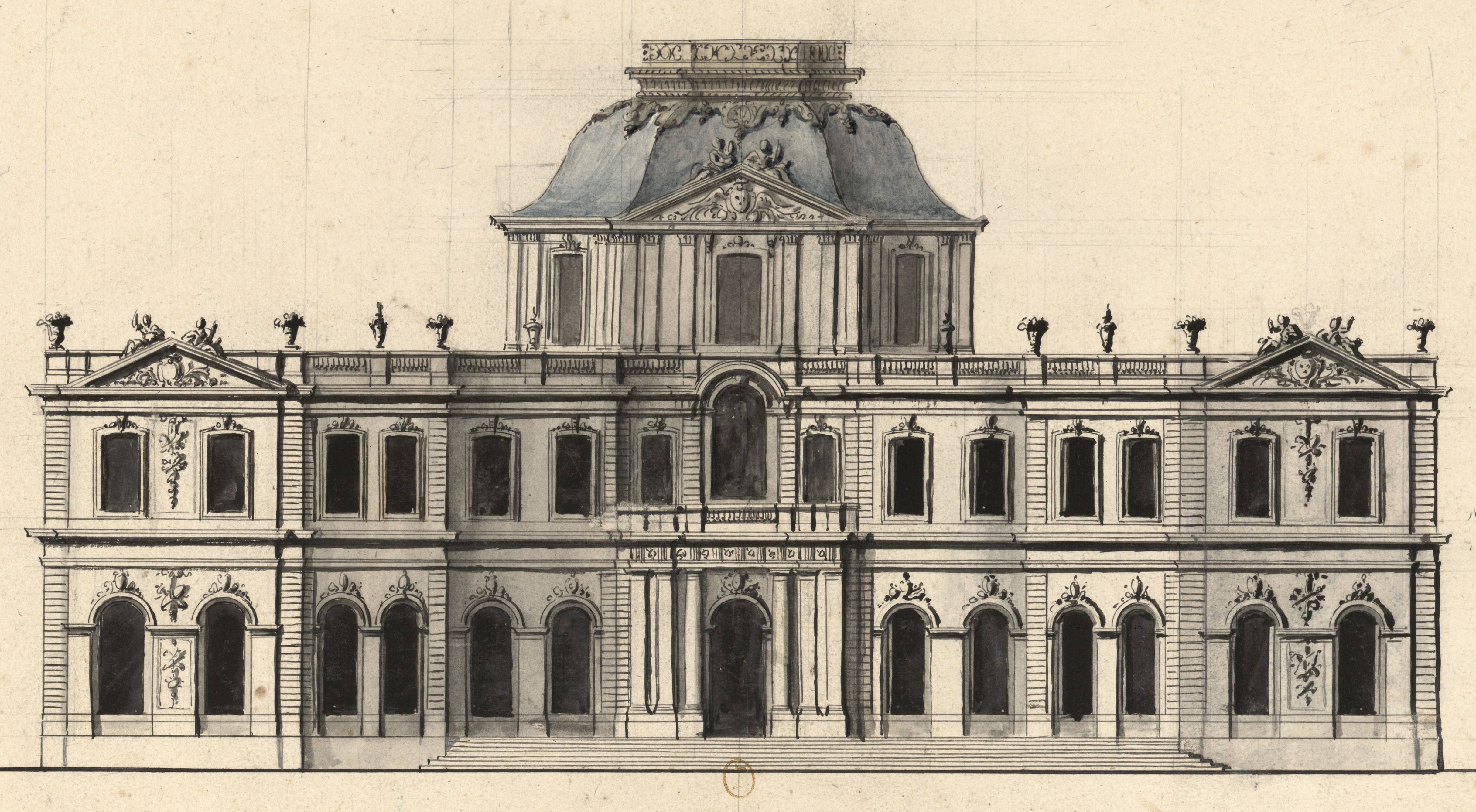
Замок-палац Компьєн, проєкт фасаду, 1729
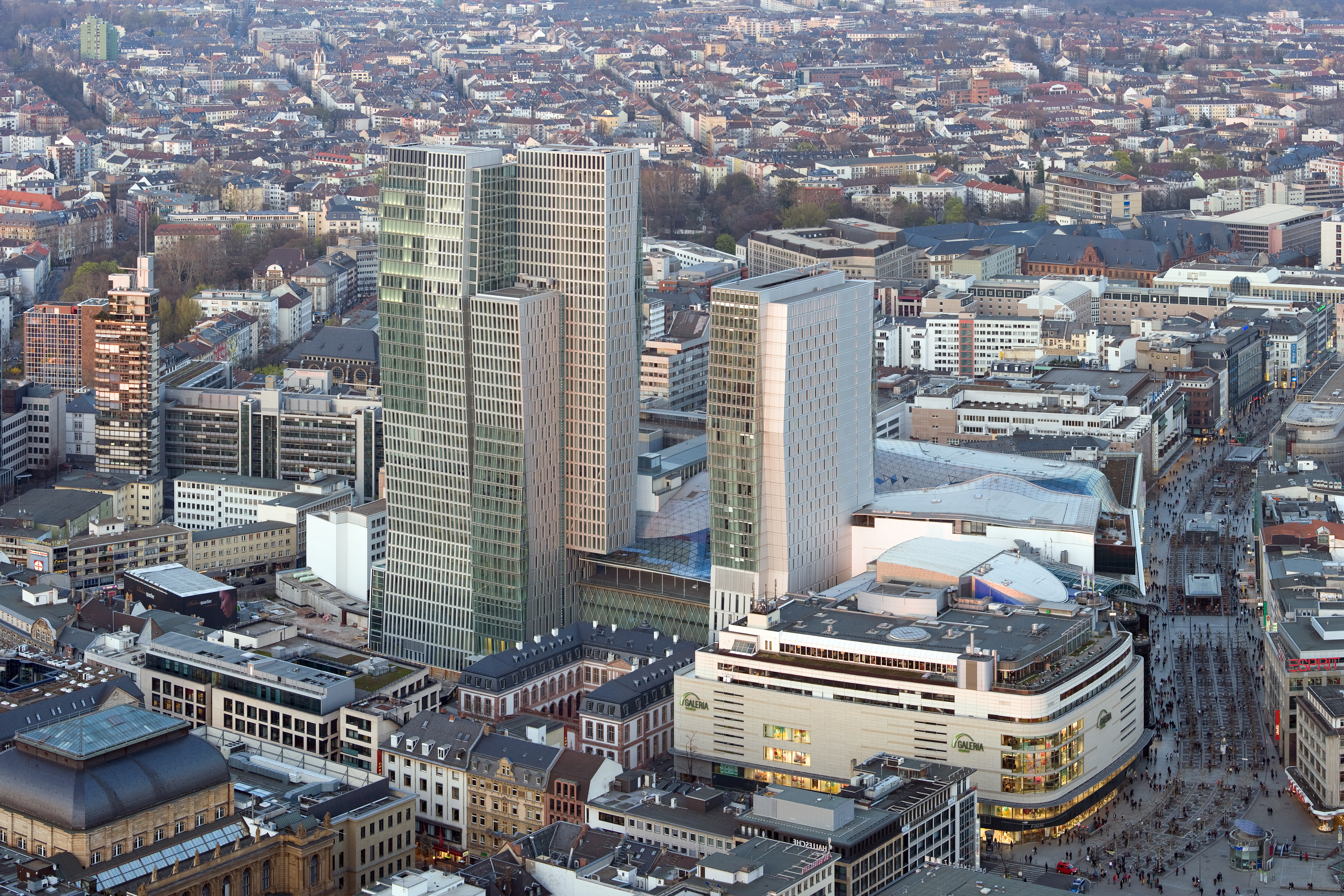
Палац Турн унд Таксіс в оточенні хмарочосів Франкфурта-на-Майні (червонуватий), фото 2011 р.

## Плани і розрізи споруд

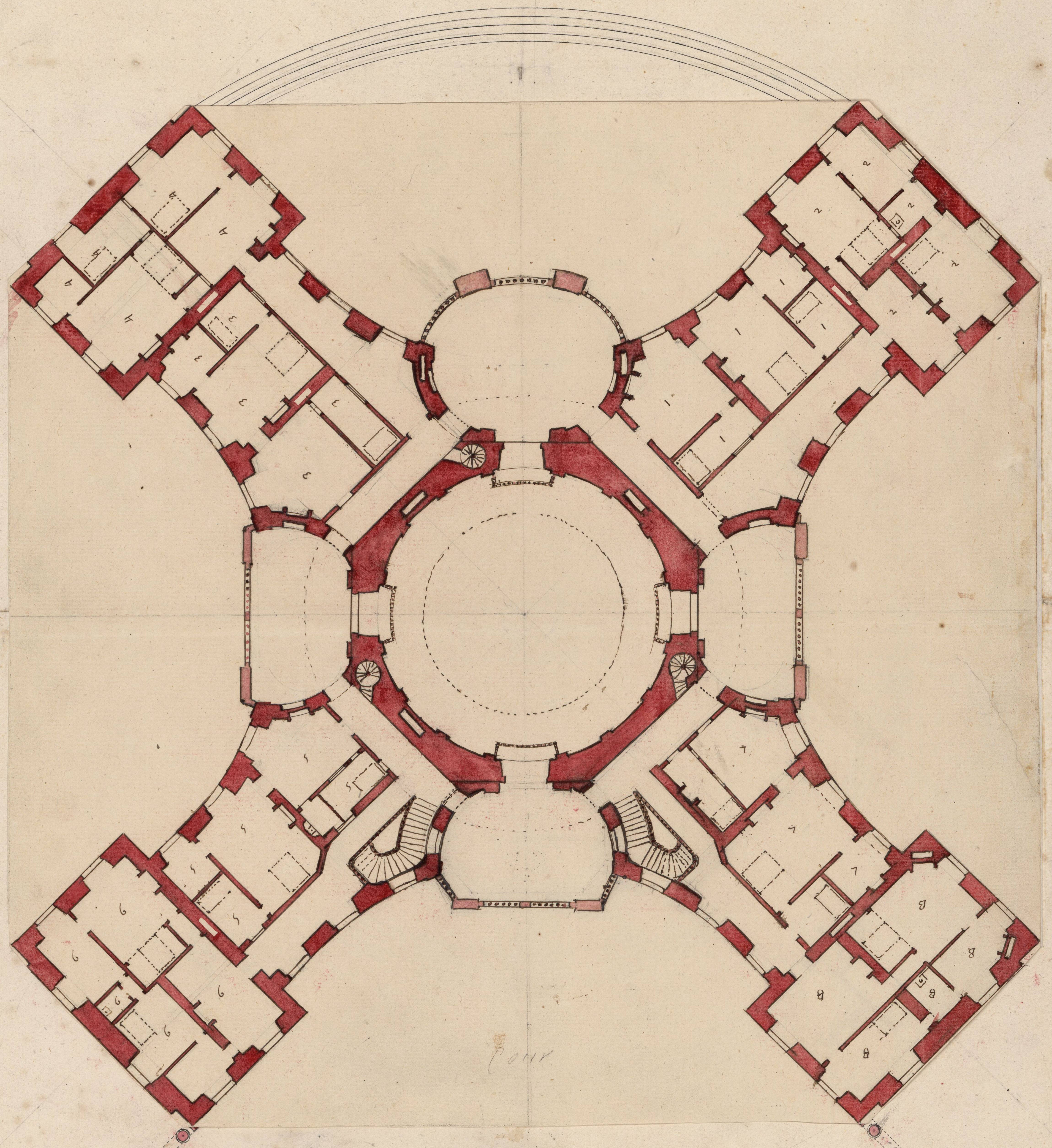
Замок-палац Компьєн, проєкт і план, 1729
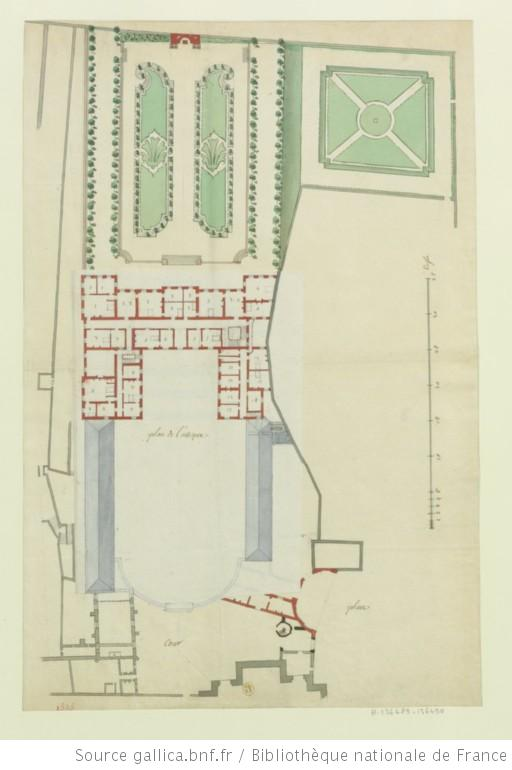
Палац і сад єпископів, Верден, генеральний план
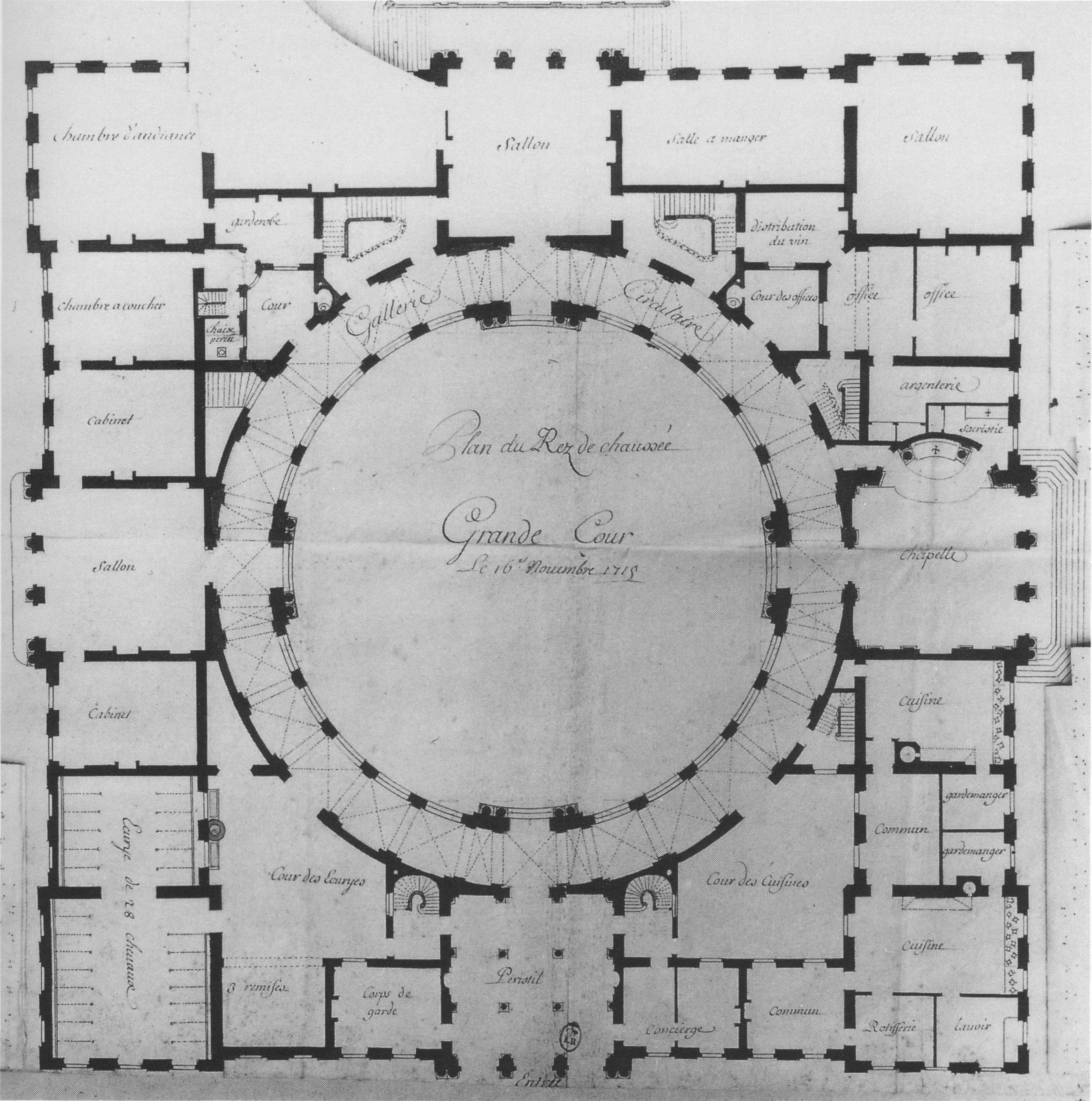
Палац  Поппельдорф для міста Бонн, план
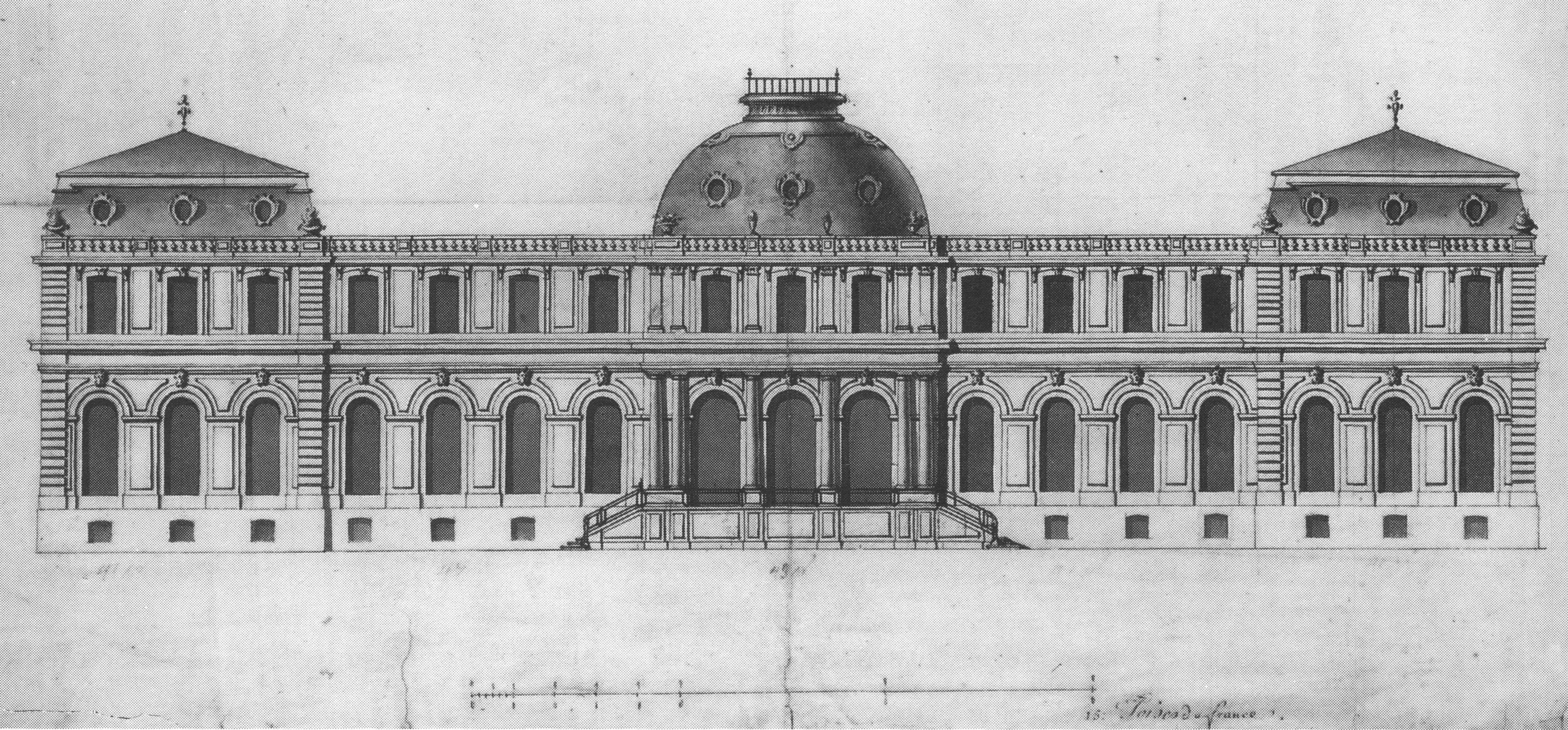
Палац  Поппельдорф для міста Бонн, проєкт фасаду
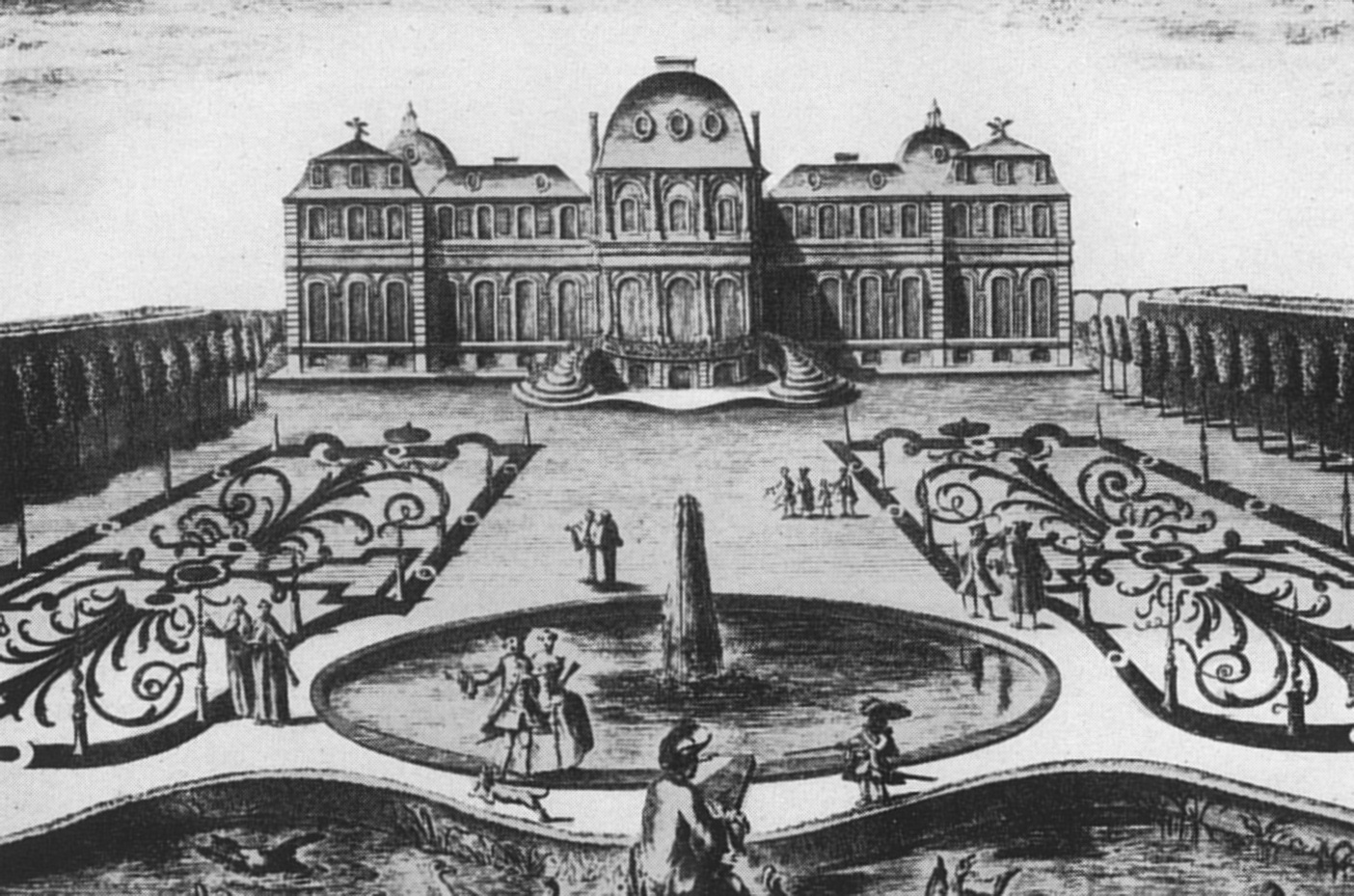
Сад палацу Поппельсдорф, гравюра 1760 р.
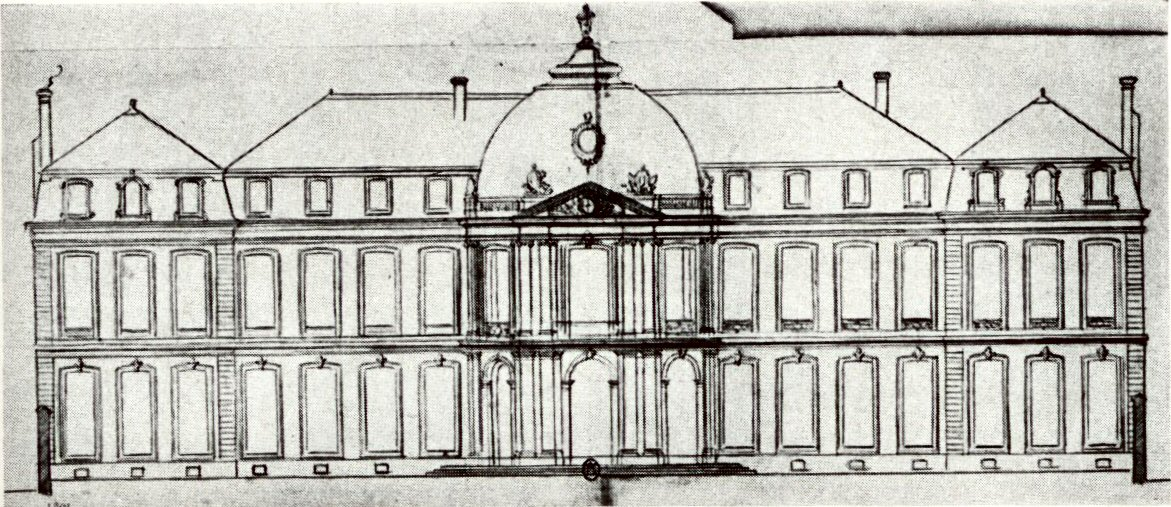
Палац Турн унд Таксіс, для міста Франкфурт-на-майні, парковий фасад
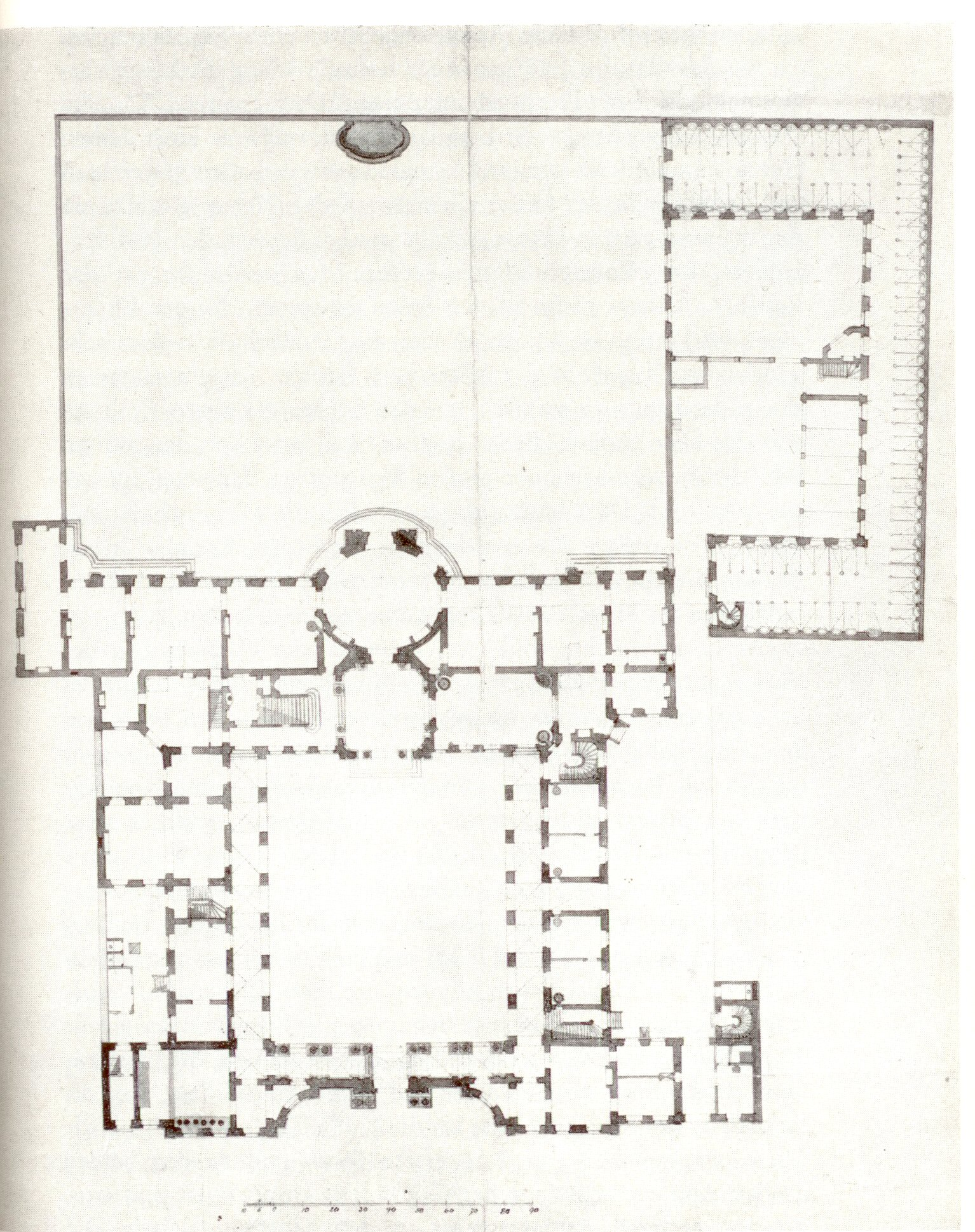
Палац Турн унд Таксіс і стайні, для міста Франкфурт-на-майні, передрук 1790 р.
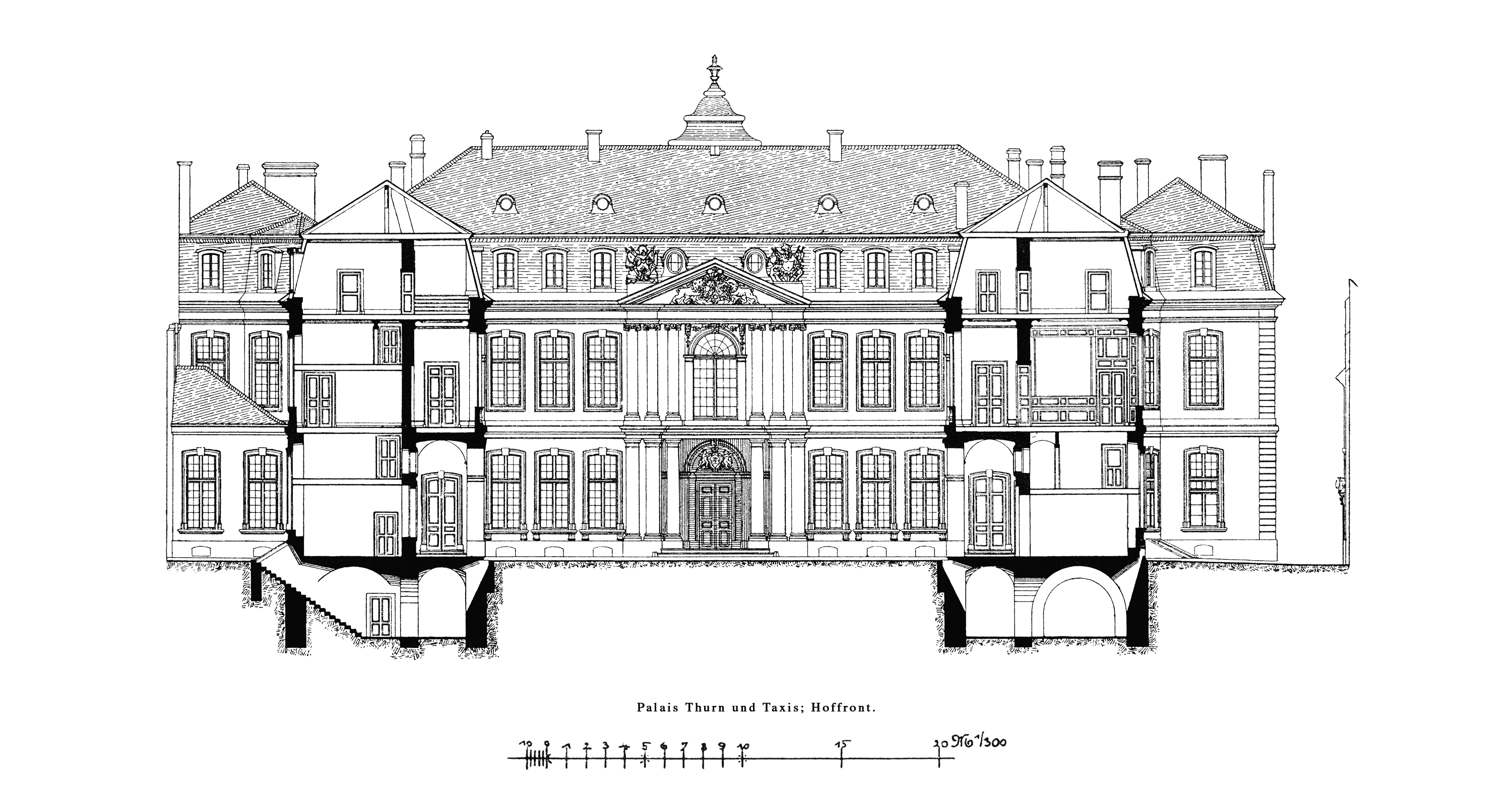
Палац Турн унд Таксіс, для міста Франкфурт-на-майні, розріз через одвір'я